# San Giovanni la Punta
San Giovanni la Punta är en ort och kommun i storstadsregionen Catania, innan 2015 provinsen Catania, i regionen Sicilien i sydvästra Italien. Kommunen hade 23 399 invånare (2017).